# PIPIPAL
「PIPIPAL」は日本のダンスボーカルグループ・ROZEの1stシングル。
2016年5月25日にSPACE SHOWER NETWORKから発売。

## 概要
- ガールズグループROZEのプロジェクト第一弾。
- 歌詞が呪文のように繰り返される「PIPIPAL」は、奥手な交際相手の彼に対して唱えるストレートな乙女心を描いたエレクトロダンスナンバー。[1]
- 「LINER」はアーティスト発表時にティザー映像としてイントロ部分のみを使用し、多くの期待が集まったエレクトロナンバー。[2]
- 「RAINBOW」はメンバーが作詞したバラードナンバー。

## 収録曲

### CD
1. PIPIPAL
  - 作詞・作曲・編曲：YASUSHI WATANABE
  - フジテレビ『ミューサタ』6月度 MORE PUSH!
2. LINER
  - 作詞：S-KEY-A、作曲・編曲：YASUSHI WATANABE
3. RAINBOW
  - 作詞：ROZE、作曲：Mayuko Maruyama、編曲：Takehiro Shimizu
4. PIPIPAL -instrumental-
5. LINER -instrumental-
6. RAINBOW -instrumental-

### DVD（初回限定版のみ）
- PIPIPAL music video
- PIPIPAL making video